# Större sjötrollslända
Större sjötrollslända (Orthetrum cancellatum) även kallad Stor blåtrollslända är en art i insektsordningen trollsländor som tillhör familjen segeltrollsländor. 

## Kännetecken
Den större sjötrollsländans hanen har mörk grundfärg med blåpudrad bakkropp. Honan har brun till brungul grundfärg. Vingarna är genomskinliga med mörkt vingmärke, vilket förutom en viss skillnad i storlek, skiljer den från den mindre sjötrollsländan, vars vingmärke är orangegult. Den större sjötrollsländas hane är inte heller blåfärgad på riktigt hela bakkroppen som den mindre sjötrollsländans hane, utan de sista segmenten är istället för blåa nästan svarta. Bakkroppens längd är 29 till 35 millimeter.

## Utbredning
Den större sjötrollsländan finns i Europa och västra Asien. I Sverige finns arten från Skåne till Uppland och vidare spritt upp längs östkusten till Medelpad. Den är landskapstrollslända för Småland.

## Levnadssätt
Den större sjötrollsländans habitat är sjöar och andra vattenansamlingar med öppna vattenytor. Efter parningen lägger honan äggen ensam, fritt i vattnet. Utvecklingstiden från ägg till imago är två år och flygtiden är juni till september.